# Kristoffer Løkberg
Kristoffer Lie Løkberg (Trondheim, 22 gennaio 1992) è un ex calciatore norvegese, di ruolo centrocampista.

## Carriera

### Club
Løkberg è cresciuto nelle giovanili dello Strindheim. Successivamente a questa esperienza, è stato ingaggiato dallo Sheffield United: non ha giocato alcuna partita ufficiale in squadra, limitandosi ad un'apparizione in panchina in data 7 maggio 2011, in occasione di una sfida di campionato persa per 4-0 in casa dello Swansea City.
Ad agosto 2011 ha fatto ritorno in Norvegia, per giocare nel Ranheim con la formula del prestito. Ha esordito in 1. divisjon in data 18 settembre, schierato titolare nel pareggio per 1-1 sul campo del Sandefjord. A fine stagione, Løkberg ha firmato un accordo con il Ranheim a titolo definitivo. L'8 luglio 2012 ha realizzato il primo gol, in occasione del successo per 0-3 arrivato in casa del Bodø/Glimt. Ha fatto parte della squadra che ha centrato la promozione al termine del campionato 2017.
Ha esordito in Eliteserien il 2 aprile 2018, trovando anche una doppietta nel successo per 4-1 sullo Stabæk.
Il 20 luglio 2018 è stato reso noto il suo trasferimento al Brann, che sarebbe stato valido a partire dal 1º gennaio 2019. Il 30 marzo ha quindi disputato la prima partita con la nuova maglia, in occasione della sconfitta per 3-2 arrivata in casa dell'Odd. Il 28 aprile è arrivato il primo gol, nel successo per 1-2 sul campo del Tromsø.
Il 13 agosto 2019, Løkberg ha firmato un accordo valido fino al 31 dicembre 2021 con il Viking: ha scelto di vestire la maglia numero 24. Il 14 agosto è arrivato quindi l'esordio nella nuova squadra, quando è stato impiegato da titolare nel 2-1 sul Sarpsborg 08. Il 1º luglio 2020 ha realizzato il primo gol, nel 2-0 sul Sandefjord.
Il 4 maggio 2021 ha prolungato il contratto che lo legava al Viking, fino al 31 dicembre 2023. Il 25 luglio 2023 ha rinnovato ulteriormente l'accordo con il club, fino al 31 dicembre 2024. Al termine di questo contratto, è rimasto svincolato e si è ritirato dall'attività agonistica.

### Nazionale
Ha giocato nelle nazionali giovanili norvegesi Under-16, Under-17 ed Under-18.

## Statistiche

### Presenze e reti nei club
Statistiche aggiornate al 1º gennaio 2025.
| Stagione       | Club           | Campionato     | Campionato | Campionato | Coppe nazionali | Coppe nazionali | Coppe nazionali | Coppe continentali | Coppe continentali | Coppe continentali | Supercoppe | Supercoppe | Supercoppe | Totale | Totale |
| Stagione       | Club           | Comp           | Pres       | Reti       | Comp            | Pres            | Reti            | Comp               | Pres               | Reti               | Comp       | Pres       | Reti       | Pres   | Reti   |
| -------------- | -------------- | -------------- | ---------- | ---------- | --------------- | --------------- | --------------- | ------------------ | ------------------ | ------------------ | ---------- | ---------- | ---------- | ------ | ------ |
| 2010-2011      | Sheffield Utd  | FLC            | 0          | 0          | FACup+CdL       | 0               | 0               | -                  | -                  | -                  | -          | -          | -          | 0      | 0      |
| ago.-dic. 2011 | Ranheim        | 1D             | 7          | 0          | CN              | -               | -               | -                  | -                  | -                  | -          | -          | -          | 7      | 0      |
| 2012           | Ranheim        | 1D             | 26         | 1          | CN              | 0               | 0               | -                  | -                  | -                  | -          | -          | -          | 26     | 1      |
| 2013           | Ranheim        | 1D             | 27+4       | 0+1        | CN              | 3               | 0               | -                  | -                  | -                  | -          | -          | -          | 34     | 1      |
| 2014           | Ranheim        | 1D             | 23         | 1          | CN              | 2               | 1               | -                  | -                  | -                  | -          | -          | -          | 25     | 2      |
| 2015           | Ranheim        | 1D             | 25+1       | 0          | CN              | 1               | 0               | -                  | -                  | -                  | -          | -          | -          | 27     | 0      |
| 2016           | Ranheim        | 1D             | 11         | 0          | CN              | 0               | 0               | -                  | -                  | -                  | -          | -          | -          | 11     | 0      |
| 2017           | Ranheim        | 1D             | 25+4       | 2+0        | CN              | 1               | 0               | -                  | -                  | -                  | -          | -          | -          | 30     | 2      |
| 2018           | Ranheim        | ES             | 28         | 6          | CN              | 3               | 0               | -                  | -                  | -                  | -          | -          | -          | 31     | 6      |
| Totale Ranheim | Totale Ranheim | Totale Ranheim | 172+9      | 10+1       |                 | 10              | 1               |                    | -                  | -                  |            | -          | -          | 191    | 12     |
| gen.-ago. 2019 | Brann          | ES             | 11         | 1          | CN              | 4               | 0               | UEL                | 1                  | 0                  | -          | -          | -          | 16     | 1      |
| ago.-dic. 2019 | Viking         | ES             | 12         | 0          | CN              | 2               | 0               | -                  | -                  | -                  | -          | -          | -          | 14     | 0      |
| 2020           | Viking         | ES             | 24         | 2          | -               | -               | -               | UEL                | 0                  | 0                  | -          | -          | -          | 24     | 2      |
| 2021           | Viking         | ES             | 21         | 3          | CN              | 6               | 1               | -                  | -                  | -                  | -          | -          | -          | 27     | 4      |
| 2022           | Viking         | ES             | 22         | 4          | CN              | 4               | 0               | UECL               | 5                  | 0                  | -          | -          | -          | 31     | 4      |
| 2023           | Viking         | ES             | 9          | 1          | CN              | 3               | 0               | -                  | -                  | -                  | -          | -          | -          | 12     | 1      |
| 2024           | Viking         | ES             | 5          | 1          | CN              | 1               | 1               | -                  | -                  | -                  | -          | -          | -          | 6      | 2      |
| Totale Viking  | Totale Viking  | Totale Viking  | 93         | 11         |                 | 16              | 2               |                    | 5                  | 0                  |            | -          | -          | 114    | 13     |
| Totale         | Totale         | Totale         | 276+9      | 22+1       |                 | 30              | 3               |                    | 6                  | 0                  |            | -          | -          | 321    | 26     |